# Quadricicle

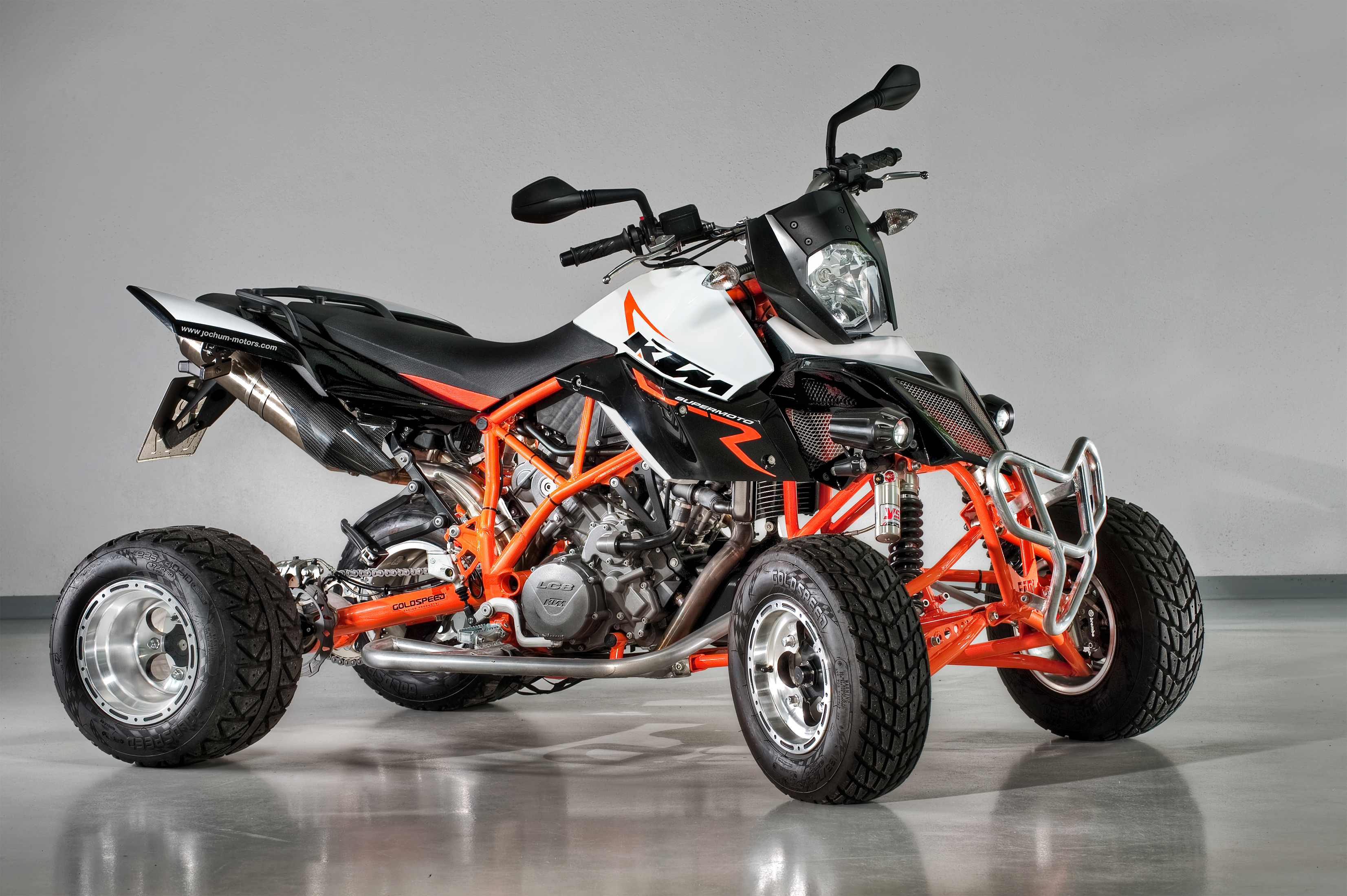
Quadricicle de la firma alemanya E-ATV Eicker, fet a partir d'una motocicleta KTM

Un quad o quadricicle és un vehicle de quatre rodes semblant a una motocicleta. El quad procedeix dels primers tricicles o hart-trick, els quals disposaven de dues rodes del darrere i una davantera, amb els consegüents problemes d'estabilitat i seguretat, a més de la manca de propulsor. Tot i ser el mateix, es designen ATV (de l'anglès all-terrain vehicle) els vehicles d'ús recreatiu o per a tasques agrícoles, mentre que el terme quad és utilitzat quan la seva funció s'aproxima més cap a l'esportivitat.
Els ATV / Quads són vehicles amb potència, agilitat i resistència són algunes de les principals qualitats d'aquestes màquines. Els ATV / Quads són multifuncionals, pel que fa a les seves prestacions i poden veure-se enfilant estrets, circulant sobre superfícies sorrenques, creuant rierols o travessant boscs. La lleugeresa i fiabilitat d'aquests vehicles els fan capaços de superar terrenys on altres vehicles no poden endinsar-s'hi. Un potent motor i una flexible combinació de la caixa de canvis automàtica són característiques habituals per a aquest tipus de vehicles.